# Esseker Zeitung
Esseker Zeitung je bio hrvatski list na njemačkom koji je izlazio dvaput tjedno u Osijeku. Bio je list za politiku, gospodarstvo i zabavu (Organ für Politik, Volkswirtschaft und Unterhaltung).

## Povijest
Prvi broj izašao je 1874. godine, a zadnji prosinca 1878. s brojem 101. Uređivali su ga I. V. Hamann i N. B. v. Biedersfeld. Sadržavao je nedjeljni ilustrirani beletristički prilog.